# Wir Deutschen
Wir Deutschen (Alternativtitel: Eine Reise zu den Schauplätzen der Vergangenheit) ist eine Dokumentationsserie zur deutschen Geschichte, die seit 1991 auf den Programmen der ARD ausgestrahlt wird.

## Inhalt
Die Geschichtsserie erzählt die Geschichte der Deutschen in geraffter Form. Sie beginnt mit der Schlacht im Teutoburger Wald und endet mit der Abdankung des letzten Deutschen Kaisers im Jahr 1918. Bei der Darstellung steht nicht ein Zahlenwerk im Vordergrund, sondern die tieferen Zusammenhänge der Ereignisse und Ursachen.

## Episoden
| Folge | Titel                                          | Erstausstrahlung  |
| ----- | ---------------------------------------------- | ----------------- |
| 1     | Römer und Germanen (300 v. Chr. – 400 n. Chr.) | 24. November 1991 |
| 2     | Karl der Große (400 n. Chr. – 800 n. Chr.)     | 1. Dezember 1991  |
| 3     | Das neue Kaiserreich (800–1100)                | 8. Dezember 1991  |
| 4     | Stauferzeit (1100–1200)                        | 15. Dezember 1991 |
| 5     | Kaiser und Kaufleute (1200–1350)               | 22. Dezember 1991 |
| 6     | Das späte Mittelalter (1350–1450)              | 29. Dezember 1991 |
| 7     | Luther (1450–1550)                             | 5. Januar 1992    |
| 8     | Dreißig Jahre Krieg (1550–1700)                | 12. Januar 1992   |
| 9     | Die Zeit der Vernunft (1700–1789)              | 19. Januar 1992   |
| 10    | Unter Napoleon (1789–1812)                     | 26. Januar 1992   |
| 11    | Biedermeier und Revolution (1813–1848)         | 2. Februar 1992   |
| 12    | Bismarck (1848–1890)                           | 9. Februar 1992   |
| 13    | Das Ende des Reiches (1890–1918)               | 16. Februar 1992  |

## Hintergrund
Die 13 Dokufolgen wurden vom 24. November 1991 bis zum 16. Februar 1992 im Ersten Deutschen Fernsehen ausgestrahlt. Im Jahr 2010 wurde die Sendung bei EinsExtra zuletzt wiederholt. Die Geschichtsserie erschien auf VHS und DVD.
Zu hören ist in der Reihe die Musik von Edvard Grieg (unter anderem Morgenstimmung). Das bei Tod einer Person der Geschichte gespielte Hintergrundstück zum Beispiel ist Griegs Aases Tod aus der Peer Gynt Suite Nr. 1.